# 惠靈頓山 (澳洲)
威靈頓山（Mount Wellington）位於塔斯曼尼亞州首府荷伯特市區以西20公里處。威靈頓山之海拔達 1,271 米（4,170 英尺）。1906年，威靈頓山被宣佈為公共公園。

## 歷史
威靈頓山形成於二疊紀、三疊紀和侏羅紀。土地原住民Van Diemen是第一個看到這座山的人，原住民稱山為 Unghanyahletta 或 Pooranetere。第一個記錄其存在的白人則是1788年的威廉布萊中尉（Lieutenant William Bligh）。
在早期探索期間，這座山的名稱經歷了許多名稱變化。1822年至1824年間，它以威靈頓公爵（Duke of William）的名字，重新命名為威靈頓山。
1798年，佐治·巴斯（George Bass）成為第一個登上這座山的白人。
一百多年來，威靈頓山因其自然資源，包括木材、石頭、食物、冰、皮、蕨類植物和種子，而被開發。保護主義者和旅遊業者於1870年開始關注山上的自然環境遭破壞，直到1906年才被宣佈為公共公園。

## 動植物
十九世紀，威靈頓山成為植物學家的聖地。許多動植物的標本被送到英國進行分析和分類，故此，不少動植物仍帶有收集它們的植物學家的名字。
至今，威靈頓山上已發現了400多種植物，而1976年記錄了62種鳥類。動物主要為夜行性動物，主要在夜間活動。蛇、青蛙和蜥蜴則在白天常見。活化石Anaspides tasmaniae是一種小型淡水蝦，於1837年被記錄下來。

## 現況
山上建有許多小屋。山上亦有氣象站、電信設施等站點。到1930年代，山上已經存在軌道網絡（network of tracks）。Pinnacle Road於1937年開通，讓遊客可方便地前往山頂。
現時，威靈頓山為公眾的休憩用地，包括叢林徒步、賽跑、攀岩和觀光。威靈頓山亦是荷伯特的主要旅遊景點，旅客於登山後，可以俯瞰城市、河流、陸地和海洋的全景。

## 外部連結
威靈頓公園官方網站 （页面存档备份，存于）